# Herman Benjamin
Antonio Herman de Vasconcellos e Benjamin (Catolé do Rocha, 13 de noviembre de 1957) es un jurista brasileño, actual ministro del Superior Tribunal de Justicia (STJ).

## Biografía
Nacido y criado en Catolé do Rocha hasta los doce años, cuando fue encaminado por los padres a Río de Janeiro para estudiar y formarse en Derecho en 1980 por la Facultad de Derecho en la Universidad Federal de Río de Janeiro. Realizó el máster en Derecho (LL.M.) por la Universidad de Illinois - College of Law, el año de 1987.

## Carrera
De 1982 a 2006 fue miembro del Ministerio Público del Estado de São Paulo. De 1983 a 1984 fue fiscal de justicia titular en Bananal, Santa Isabel y Santo André, y de la capital paulista de 1984 a 1994, cuando fue promovido al cargo de procurador de justicia.
Desde 1995 es profesor visitante de la Facultad de Derecho de la Universidad de Tejas, donde imparte Derecho ambiental. Es profesor de la Universidad Católica de Brasilia.
De 1996 a 2000 fue coordinador del Centro de Apoyo Operacional de las Fiscalías de Justicia del Medio Ambiente y, en 2006, fue elegido coordinador del Centro de Apoyo Operacional de las Fiscalías de Justicia de Derechos del Consumidor - CENACON. De 1999 a 2001 fue profesor-visitante de la Facultad de Derecho de la Universidad de Illinois.
Participó de la elaboración de varias leyes en vigor en Brasil, integrando la comisión de juristas que redactó el Código de Defensa del Consumidor.
Fue nombrado por el presidente de la República Lula de Silva para el cargo de ministro del Superior Tribunal de Justicia, en virtud de la jubilación del ministro Edson Vidigal. Después de sabatina en el Senado Federal, su nombre fue aprobado por el plenario de aquella casa con 51 votos favorables, 2 contrarios y una abstención. Fue empoderado el 6 de septiembre de 2006.
Desde el año 2020, Benjamín es miembro del Consejo Institucional de Directores del Instituto Interamericano de Justicia y Sostenibilidad (IIJS), una organización con sede en la ciudad de Washington D. C., Estados Unidos.